# Johannes Röber
Johannes Karl Max « Julius » Röber (1861–1942) est un entomologiste allemand spécialisé dans les lépidoptères.
Röber vit à Dresde. Il décrit de nombreuses nouvelles espèces et genres (taxons).

## Travaux
- Parties de Staudinger, O., et Schatz, E. (Eds.) (1884–1892): Exotische Schmetterlinge. Die Familien und Gattungen est particulièrement important dans le volume 2 et Rober termine la partie 6 qui illustre la neuration (nervation des ailes) de près de cinq cents papillons différents, représentant presque autant de genres et accompagnés de quelques détails grossiers de la structure des pattes, palpi, et les antennes, sont représentés sur les cinquante planches in-folio, tandis que le texte (284 pp.) décrit les familles, les groupes inférieurs et les genres avec une déclaration du nombre d'espèces dans chaque" Psyché, juin 1892.
- Famille : Pieridae, Satyridae. Dans Seitz, A. (éd. ): Die Gross-Schmetterlinge der Erde,2, Exotische Fauna, 5, Stuttgart, A Kernen (1912).
- Pieridae, pp. 39–74, 374, pl. 17–27. Dans : Seitz, A. (éd. ), Die Gross-Schmetterlinge der Erde. 1. Groupe. Die palaearctischen Tagfalter. –Stuttgart, Fritz Lehmann.